# Quantum satis
Die Mengenangabe quantum satis (lateinisch für „so viel wie nötig“, „ausreichende Menge“), kurz qs oder Qs, wird hauptsächlich in der Pharmazie verwendet, aber auch im Lebensmittelrecht. Sie bedeutet bezüglich einer Zutat, dass zwar keine feste Höchstmenge vorgeschrieben ist, aber nicht mehr als notwendig verwendet werden soll.

## Pharmazie
Bei Stoffen, die mit dieser Mengenangabe gekennzeichnet sind, handelt es sich immer um Hilfsstoffe, niemals um Wirkstoffe. Es wird die für die jeweilige Rezeptur minimal notwendige Menge eingesetzt. Sollte beispielsweise ein Stoff gelöst verarbeitet werden, gibt man nach und nach so viel Lösungsmittel hinzu, wie für eine vollständige Auflösung erforderlich ist.

## Lebensmittelrecht
Die Abkürzung wird auch im Lebensmittelrecht als Mengenangabe für Lebensmittelzusatzstoffe verwendet, für die die Höchstmenge nicht numerisch festgelegt ist.
Dies gilt oft für Stoffe mit praktisch unbegrenzter Verträglichkeit (wie z. B. komplett verdauliche Stoffe).
Dabei bedeutet das quantum satis keineswegs „beliebig viel“. So ist dieses Höchstmaß etwa für die Europäische Union durch Verordnung (EG) Nr. 1333/2008 definiert als Beschränkung der Verwendung eines Lebensmittelzusatzstoffes auf das, was
- gemäß der guten Herstellungspraxis erforderlich ist, um die gewünschte technische Wirkung zu erzielen, und
- die Verbraucher nicht irreführt.[1]

### Rezepturen
Aus dem Lebensmittelrecht ist der Begriff auch in die Sprache der Restaurantkritiker und Gastro-Autoren eingegangen, z. B. bei Wolfgang Abel: „Auch bei den meisten Kochrezepten wäre q.s. die einzig sinnvolle Mengenangabe. Das sklavische Nachkochen von Kochbuchrezepten mit starren Mengenangaben führt ja allenfalls zu mäßigen Ergebnissen auf dem Teller und zu Frust bei den Ausführenden, sofern sie über frei schaffende Fantasie verfügen.“